# Kisebb-nagyobb szúdoku

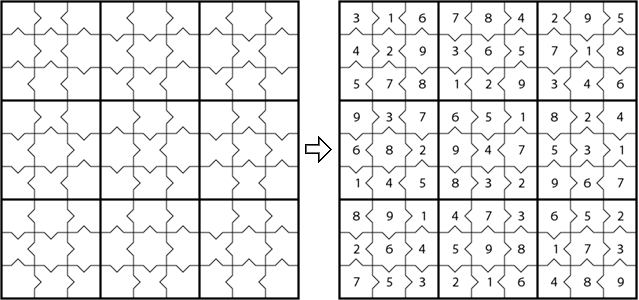
„Kisebb-nagyobb” szúdoku

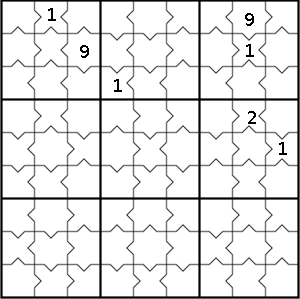
„Kisebb-nagyobb” szúdoku

A kisebb-nagyobb szúdoku a nem hagyományos szúdoku játékok egyik fajtája. A feladat a 9×9-es négyzet feltöltése 1–9 közötti számokkal úgy, hogy
1. a számok minden sorban, oszlopban és 3×3-as blokkban pontosan egyszer szerepelhetnek (ez a hagyományos szúdoku-előírás)
2. a szomszédos mezők a megjelölt kisebb vagy nagyobb relációban álljanak egymással.

## A megoldás módja
Nevezzük helyi minimumnak azt a mezőt, amelyik a vele szomszédos (de még üres) mezőknél kisebb, helyi maximumnak azt, amely azoknál nagyobb.
Az 1-es nyilván helyi minimum a saját sorában, oszlopában és blokkjában. A 9-es ugyanígy helyi maximum.
Ha egy sorban, oszlopban vagy blokkban csak egy helyi minimum van, akkor az 1-es kell legyen. Ha csak egy helyi maximum van, az 9-es.
Ha megnézzük a rejtvényt, a bal felső blokkban egy helyi minimumot és egy helyi maximumot találunk. Ezzel megtaláltuk az 1-es és 9-es helyét. Vegyük észre, hogy az 1-es beírásával mind a három 1-essel szomszédos mező helyi minimummá vált, és az egyik egyszerre minimum és maximum is. Ezek valamelyike lesz majd a 2-es.
A 2-es számú blokkban két helyi minimum is van, de ebből az egyik a már beírt 1-es sorában. Így e blokkban az 1-es csak a másik minimumhelyre kerülhet.
A 3-as blokknak csak a középső sorában lehet 1-es a már beírt két 1-es miatt. Ezek közül csak a középső minimum. Ugyanebben a blokkban három maximum van, ebből kettő a már beírt 9-es sorában. Ebből adódik, hogy a harmadik maximumhelyre kerül a 9-es. (Ebből már tudjuk a 2-es blokkban a 9-es helyét, bár ezt nem írtuk be.)
A 6-os számú blokkban két helyi minimum van, az egyik a már beírt 1-es oszlopában. A másik helyre beírván az 1-est nem keletkezik újabb minimum, így a másik minimum lesz a 2-es. (A 2-es beírásával viszont két helyi minimum is keletkezik, melyek egyike maximum is. Ezek valamelyike lesz majd a 3-as.)